# Samarinovac (gmina Žitorađa)
Samarinovac (cyr. Самариновац) – wieś w Serbii, w okręgu toplickim, w gminie Žitorađa. W 2011 roku liczyła 735 mieszkańców.